# Palacio de Rubalcava (Orihuela)
El Palacio de los Marqueses de Rubalcava, o Palacio Rubalcava, es un palacio oriolano que antiguamente era propiedad de la familia Sagredo Bassieres y Heredia, marqueses de Rubalcava. En la década de 2010 fue adquirido por el ayuntamiento de Orihuela, actual propietario, como lugar de grandes recepciones en la ciudad. En la actualidad, en su planta baja se encuentra la oficina central de turismo de Orihuela.

## Historia
El Palacio fue construido por los años 1930, en el solar que quedó tras derruirse la Casa Abacial de la Iglesia de Santiago. Perteneció a la familia del marqués de Rubalcava, constituyendo esta su residencia. Fue adquirido por el Excmo. Ayuntamiento de Orihuela en 2010, con el objetivo de conservar y poder ofrecer al público su interior y para darle un uso social y cultural.
En 1982 la Asociación de Fiestas de Moros y Cristianos "Santas Justa y Rufina" utilizó parte de su planta baja como su sede; en 1986 se convirtió el Museo Arqueológico y en 1990 se utilizó como sede del departamento municipal de Servicios Sociales. 
El Palacio de Rubalcava fue incluido en su día en la "Guía Provisional de Arquitectura de Orihuela" debido a su evidente interés arquitectónico, editada por la Comisión de Archivo Histórico del Colegio de Arquitectos de Alicante. Actualmente figura en el Catálogo del Plan Especial de Protección del casco histórico de Orihuela.

## Descripción
El edificio consta de tres plantas principales con pequeñas entreplantas. Al principio la planta baja era utilizada como un despacho, vivienda de los caseros y cocheras. La primera planta, que constituye la zona principal del palacio, la ocupan una serie de ostentosos salones. También en ella se encontraba la cocina principal. En la segunda planta se hallaban los dormitorios de la familia marquesal y en una entreplanta una segunda cocina.
Aparte el palacio consta de los jardines con un verja de hierro sobre muros de mampostería. Dichos muros contribuyen a aislar el edificio del exterior, a la vez que proporcionan zonas de recreo, con fuentes y bancos de azulejos y hierro forjado.
El edificio de construyó imitando el esquema de los palacios barrocos oriolanos. El esquema que siguió el palacio Rubalcaba de dichos palacios oriolanos es el tener un zaguán iluminado por una cúpula neobarroca de planta elíptica y el acceder a la planta noble mediante una escalera de mármol con zócalo de azulejos valencianos.
Todo ello desaparecido gracias a la dejadez del ayuntamiento que es el actual propietario.

## Colecciones y estancias del Palacio
El palacio del marqués alberga una importante colección de cerámicas, principalmente de Manises compuesta por fuentes, platos, especieros, salvillas... del siglo XVIII en adelante.
Se muestran al público en su estado original el vestíbulo, la escalera y los salones de la primera planta.

### Escalera principal
Se accede a ella a través de un amplio zaguán o entrada que reproduce la tipología de los zaguanes de los palacios barrocos oriolanos. Está cubierto por dos artesonados separados por un gran arco de medio punto de grandes dimensiones.
La escalera principal, está cubierta por una cúpula de media naranja sobre pechinas, decoradas estas con los escudos nobiliarios de la familia en óleo. Así mismo preside la misma diversos óleos y un tapiz del rey Felipe III.

### Estrado o Hall
Por la escalera se accede al gran estrado o distribuidor, cubierto por un bello artesonado de madera tallada y dorada. A través de él se accede a la escalera que da acceso al segundo piso al salón rosa y al resto de estancias del palacio. Está decorado con pinturas al óleo, así como diversos tapices con escudos nobiliarios.

### Salón Rosa
Se trata de una de las estancias del palacio, de estilo neobarroco. Está decorada por diversas obras, entre ellas el nacimiento de Cristo obra del siglo XVIII.
El mismo está decorado con mobiliario estilo Reina Ana tapizado en sedas rosas. Así mismo posee mobiliario barroco y un piano del siglo XIX realizado en caoba.
Actualmente no existe.

### Sala de las Columnas
Se trata de una de las estancias del palaciprimera plao decorada en su parte final por columnas de estilo dórico, el mobiliario está decorado con telas rojas, lo que da un aspecto regio a la estancia. Además se encuentran obras cerámicas del siglo XVIII en adelante procedentes de Francia, Manises y Valencia.
Actualmente han desaparecido tanto telas como mobiliario y se desconoce su ubicación actual.

### Mirador
Es otra de las estancias del palacio que al exterior se traduce en una balconada cubierta, sostenida por pilastras. Toda la balconada es de estilo plateresco.En la actualidad se encuentra totalmente destruido gracias a la ineficacia del ayuntamiento que es el actual propietario.

### Otras estancias
El palacio posee otras estancias como la capilla, diversos salones o los dormitorios situados en el segundo piso.
A las distintas estancias que hay en esta planta se les ha logrado dar el ambiente justo para estar en armonía con la función que desempeñaban y estar claramente diferenciados entre ellos. Ejemplos de ello son el salón de baile, salón negro, el salón verde y la capilla. 
El salón de baile presenta un estilo rococó; el salón negro presenta muebles sobrios donde algunos de ellos son de estilo castellano y renacentista, el salón verde sigue el estilo imperio y, finalmente, la capilla sigue el estilo neogótico, solo por citar algunos ejemplos.
En ellas se pueden ver, aparte del mobiliario, interesantes colecciones de pintura entre las que destacan multitud de lienzos conservados de temas religiosos del siglo XVII y XVIII de estilo barroco ; varios grabados; esculturas; cerámicas; vidrios; bordados; etc., todos estos con una cronología entre el siglo XVII y el siglo XX. También destacan un conjunto de bargueños, sillerías de varios estilos (renacimiento, rococó, estilo imperio, reina Ana, estilo provenzal, estilo castellano, etc.); además de importantes obras pictóricas como Sagrada Familia de Pedro Camacho, el Arca de Noé de la Escuela Francesa de Lorena, etc.)
El edificio con sus colecciones se pueden visitar de martes a sábado de 10:00 a las 14:00 y de 16:00 a 19:00. Los domingos y festivos de 10:00 a 14:00. La entrada es gratuita.